# 赵志祥
赵志祥（1950年8月—），男，汉族，河北丰润（一作黑龙江齐齐哈尔）人，中华人民共和国物理学家，中国共产党党员，中国核工业集团公司中国原子能科学研究院科技委主任，第十一届全国人民代表大会黑龙江地区代表。

## 生平
毕业于中国原子能科学研究院研究生部原子核物理专业。2008年，担任十一届全国人大环境与资源保护委员会委员。